# Palazzaccio (Scandicci)
Il Palazzaccio (o Palagiaccio), chiamato anche il Portonaccio, è un antico edificio di Scandicci, sito in via degli Stagnacci in località Granatieri.

## Storia e descrizione
Lorenzo Ghiberti acquistò tale edificio il 2 gennaio 1440 da un certo Billotti ; rimase ai Ghiberti fino al 1547, quando passò a Luca Benintendi.
Dopodiché passò a un Simone di Marcantonio Ponta, "musico veneziano", poi ai Da Magnale (1559), poi ai Buondelmonti, ai Riccardi e nel 1816 l'acquistò il conte Giuseppe Depestre.
La casa, che non rappresenta una delle maggiori imprese dello scultore, costituisce tuttavia una testimonianza della vita privata e degli interessi dell'artista, il quale doveva mostrare particolare affezione al podere. Infatti ha scritto prima lui, e poi il figlio Vittore che dal 1453 assunse la responsabilità nella conduzione della famiglia, una specie di diario, nel quale venivano registrati tutti gli avvenimenti al fondo.
Eccone un estratto:
«El podere è nel popolo della pieve di Sancto Giuliano a Settimo, à fossi intorno, à casa da signore e due chase da lavoratore ed una torre in mezzo».
Doveva trattarsi di una fortezza trasformata in civile abitazione dopo che la Repubblica fiorentina rese la vita nel contado più sicura e costrinse i suoi feudatari a rispettare le leggi e, in alcuni casi, a trasferirsi in città. Cessate le rivolte, anche le vecchie torri, che servivano per la difesa, divennero civili abitazioni. Il Palazzaccio era addirittura fornito di un ponte levatoio.
L'edificio è costituito da un nucleo originario ed un'ala aggiunta ed adibita a stalla o deposito per gli attrezzi agricoli. La torre è incorporata nella parte centrale e sovrasta gli altri ambienti, divisi su due piani, collegati con una scala. La facciata principale presenta un grande loggiato sorretto da arcate a tutto sesto, sostenute da eleganti colonne in pietra serena. Completano la descrizione dell'edificio delle notevoli finestre quadrate e ad arco tondo, il pieduccio di una colonna lavorato a scalpello, la cornice in pietra di una apertura esterna e i davanzali alle finestre.